# 巴爾特·斯溫斯
巴爾特·斯溫斯（荷蘭語：Bart Swings，1991年2月12日—），比利時速度滑冰運動員，他代表比利時隊參加了中國舉行的2022年冬季奧林匹克運動會，並且在男子集體出發比賽上獲得金牌。